# Vic-sous-Thil
Vic-sous-Thil – miejscowość i gmina we Francji, w regionie Burgundia-Franche-Comté, w departamencie Côte-d’Or.
Według danych na rok 1990 gminę zamieszkiwało 209 osób, a gęstość zaludnienia wynosiła 10 osób/km² (wśród 2044 gmin Burgundii Vic-sous-Thil plasuje się na 702. miejscu pod względem liczby ludności, natomiast pod względem powierzchni na miejscu 418.).